# Tenggulang Jaya
Tenggulang Jaya is een bestuurslaag in het regentschap Musi Banyuasin van de provincie Zuid-Sumatra, Indonesië. Tenggulang Jaya telt 642 inwoners (volkstelling 2010).